# Cesar Kejko
Cesar Kejko (景行天皇 "Kejko-tenno") je po legendi 12. japonski cesar.Čas njegove vladavine se običajno postavi med leti 71 in 130. Znan je tudi kot Ootarašihikooširovake no Sumeramikoto.

## Legenda
Kejko je po mnenju zgodovinarjev "legendarni cesar", saj so informacije o njegovem življenju skope in težko overljive. Šele za cesarja Kinmeja lahko zgodovinarji s sigurnostjo trdijo, kdaj je vladal. V času cesarja Kanmuja v 8. stoletju so zgodnjim vladarjem dinastije Jamato dodali imena in datume.
Njegova legenda je zabeležena v Kodžikiju in Nihon Šokiju, a se zapisi med seboj razlikujejo. Po Kodžikiju naj bi poslal svojega sina Jamata Takeruja na Kjušu, da osvojiti lokalna plemena. V Nihon Šokiju je šel Kejko sam tja in zmagal v bitkah proti lokalnih plemenom. Po obeh virov je poslal Jamata Takeruja v provinco Izumo in vzhodne pokrajine, da razširi ozemlja.
Po tradicionalnih virih naj bi Jamato Takeru umrl v 43. letu vladavine cesarja Kejka (景行天皇四十三年). Premoženje mrtvega princa so zbrali skupaj (tudi z mečem Kusanagi), njegova vdova je častila prinčev spomin v svetišču na svojem domu. Nekoč kasneje so te relikvije in sveti meč preselili na sedanjo lokacijo v svetišče Acuta. Nihon Šoki pojasnjuje, da se je premik zgodil v 51. letu Kejka, po tradiciji svetišča pa šele v prvem letu vladavine cesarja Čuaja.
Dejansko mesto Kejkovega groba ni znano. Cesarja tradicionalno častijo v spominskem svetišču misasagi v Nari. Tam ima tudi cesarsko posvečen mavzolej z imenom Jamanobe no miči no e no misasagi.

## Družice in otroci
Cesarica (prva): Harima no Inabi no Ooiracume (播磨稲日大郎姫), hčerka Vakatakehiko (若建吉備津日子)
- Princ Kušicunovake (櫛角別王)
- Princ Oousu (大碓皇子), prednik Mugecu no kimi (身毛津君)
- Princ Ousu (小碓尊), oče Cesar Chūai

Cesarica (druga): Jasakairihime (八坂入媛命), hčerka Jasakairihiko (八坂入彦命)
- Princ Vakatarašihiko (稚足彦尊) Cesar Sejmu
- Princ Iokiirihiko (五百城入彦皇子)
- Princ Ošinovake (忍之別皇子)
- Princ Vakajamatoneko (稚倭根子皇子)
- Princ Oosuvake (大酢別皇子)
- Princesa Nunošinohime (渟熨斗皇女)
- Princesa Iokiirihime (五百城入姫皇女)
- Princesa Kagojorihime (麛依姫皇女)
- Princ Isakiirihiko (五十狭城入彦皇子), prednika Micukai no Muradži (御使連)
- Princ Kibinoehiko (吉備兄彦皇子)
- Princesa Takagiirihime (高城入姫皇女)
- Princesa Otohime (弟姫皇女)

Mizuhanoiratume (水歯郎媛), hčerka Ivacukuvake (磐衝別命), mlajša sestra Ivakivake (石城別王)
- Princesa Ionono (五百野皇女) sajo

Ikavahime (五十河媛)
- Princ Kamukuši (神櫛皇子), prednik Sanuki no Kimi (讃岐公), Sakabe no Kimi (酒部公)
- Princ Inaseirihiko (稲背入彦皇子), prednika Saeki ne Atai (佐伯直), Harima no Atai (播磨直)

Abe no Takadahime (阿倍高田媛), hči Abe no Kogoto (阿倍木事)
- Princ Takekunikorivake (武国凝別皇子)

Himuka no Kaminagaootane (日向髪長大田根)
- Princ Himuka no Socuhiko (日向襲津彦皇子)

Sonotakehime (襲武媛)
- Princ Kuničivake (国乳別皇子)
- Princ Kunisevake (国背別皇子)
- Princ Tojotovake (豊戸別皇子)

Himuka no Mihakašihime (日向御刀媛)
- Princ Tojokunivake (豊国別皇子), prednik Himuka no Kuni no mijacuko (日向国造)

Inabinovakairacume (伊那毘若郎女), hčerka Vakatakehiko, mlajša sestra Harima no Inabi no Ooiracume
- Princ Mavaka (真若王)
- Princ Hikohitoooe (彦人大兄命)

Igotohime (五十琴姫命), hčerka Mononobe no Igui (物部胆咋宿禰)
- Princ Igotohiko (五十功彦命)